# Lucas Márquez
Lucas Matías Márquez (Paraná, Provincia de Entre Ríos, Argentina; 25 de octubre de 1988) es un exfutbolista argentino. Jugaba como lateral por izquierda, aunque también era capaz de desempeñarse como marcador central. Su último club fue Viale FBC.

## Clubes
| Club                          | País      | Año       |
| ----------------------------- | --------- | --------- |
| Patronato de Paraná           | Argentina | 2007-2018 |
| Gimnasia y Esgrima de Mendoza | Argentina | 2018-2019 |
| Mitre de Santiago del Estero  | Argentina | 2019-2020 |
| Desamparados de San Juan      | Argentina | 2020-2021 |
| Sportivo Belgrano             | Argentina | 2022      |
| Atlético Paraná               | Argentina | 2022      |
| Viale FBC                     | Argentina | 2023      |

## Palmarés

### Campeonatos nacionales
| Título             | Club                | País      | Año  |
| ------------------ | ------------------- | --------- | ---- |
| Torneo Argentino B | Patronato de Paraná | Argentina | 2008 |
| Torneo Argentino A | Patronato de Paraná | Argentina | 2010 |

### Otros logros
| Título                     | Club                | País      | Año  |
| -------------------------- | ------------------- | --------- | ---- |
| Ascenso a Primera División | Patronato de Paraná | Argentina | 2015 |